# Walter Bau
Die Walter Bau AG war einer der größten deutschen Baukonzerne und bis zur Fusion mit der Heilit + Woerner Bau AG bzw. DYWIDAG ein juristisch selbständiges Unternehmen innerhalb der Walter-Gruppe (Walter-Holding). 
Im Jahr 2000 beschäftigte die Walter-Gruppe 48.000 Mitarbeiter im In- und Ausland und erbrachte eine Gesamt-Bauleistung von 16,5 Mrd. DM. Die Walter-Gruppe verfügte im Jahr 2000 über liquide Mittel in Höhe von ca. 2,3 Mrd. DM, die zusätzlichen stillen Reserven bezifferten sich auf 2,6 Mrd. DM. 

## Geschichtliches und Konzernaufbau

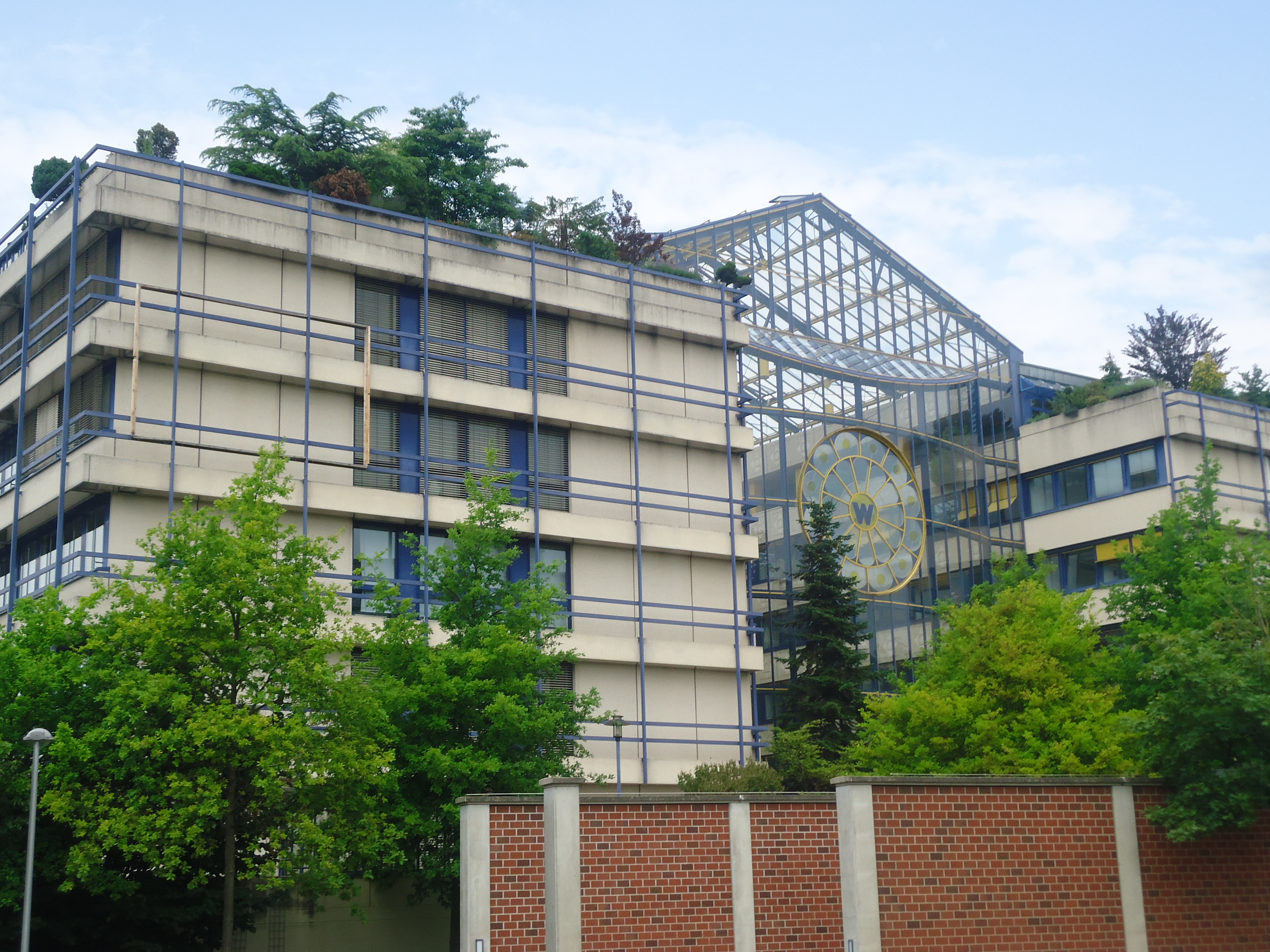
Bürogebäude Walter Bau AG in Augsburg

Im Jahre 1876 gründeten der Bauingenieur Alfred Thormann und der Maurermeister Tobias Schneller ein Bauunternehmen in Augsburg. Thormanns Schwager Jean Stiefel trat 1880 in das Unternehmen ein. Das Bauunternehmen wählte früh den damals neuartigen Baustoff Beton für seine Bauwerke und schloss 1902 einen Lizenzvertrag mit dem französischen Stahlbetonpionier François Hennebique.
Ignaz Walter übernahm 1978 die Aktienmehrheit bei der Thosti Bau AG (ehemals Thormann + Stiefel). 10 Mio. DM Nominalkapital, ca. 360 Mio. DM Leistung, 4.500 Mitarbeiter. Im gleichen Jahr übernahm Walter den Vorsitz des Vorstands. Sofort begann der Umbau und die Neuaktivierung des Konzerns. 1982 Kapitalerhöhung bei Thosti AG von 10 Mio. DM auf 20 Mio. DM. 600 Mio. DM Leistung, 5.300 Mitarbeiter.
1983 übernahm die Thosti Bau AG 98 % der Aktien der Firma Boswau & Knauer AG. Diese hatte 20 Mio. Nominalkapital, 580 Mio. DM Leistung, 6.200 Mitarbeiter.
1983 erfolgte die Fusion der Fa. Thosti mit der Fa. Boswau & Knauer bei gleichzeitiger Namensänderung zu WTB – Walter Thosti Boswau AG und Kapitalerhöhung von 20 Mio. DM auf 40 Mio. DM 1984. Der fusionierte Betrieb zählte nun zu den ganz großen Baukonzernen in Deutschland und erzielte eine Leistung von 1,3 Mrd. DM und beschäftigte 10.700 Mitarbeiter. 1986 übernahm die Familie Walter 98 % der Aktien der Heilit + Woerner Bau AG. 27 Mio. DM Nominalkapital, 650 Mio. DM Leistung, 6.000 Mitarbeiter. 1988 übernahm Thosti 54 % der Aktien der Züblin AG. 25 Mio. DM Nominalkapital, 1,1 Mrd. DM Bauleistung, 8.500 Mitarbeiter. Die WTB änderte 1990 den Namen in WB – Walter Bau AG, erhöhte das Kapital von 40 Mio. DM auf 75 Mio. DM und ging an die Börse.
1991 übernahm die WB – WALTER BAU AG 51 % der Aktien von DYWIDAG. Alfred Herrhausen (Vorstandssprecher Deutsche Bank AG) war hier unterstützend tätig. Die Firma DYWIDAG, welche 1972 mit der Siemens-Bauunion fusionierte, hatte im selben Jahr das damals größte ostdeutsche Bauunternehmen, die Union-Bau (vormals VEB BMK Kohle und Energie), von der Treuhandanstalt übernommen. 1992 wurde bei der Heilit + Woerner AG das Nominalkapital von 40,75 Mio. DM auf 75 Mio. DM erhöht. Aktionär war die Familie Walter. Am 6. August 1992 wurde das neue Hauptverwaltungsgebäude der Walter Bau AG in Augsburg eingeweiht. 1993 wurden in Zusammenwirkung mit Züblin AG weitere 25 % der Aktien der Firma Dywidag AG übernommen. 
Alle Übernahmen zwischen 1978 und 1996 wurden ohne Aufnahme irgendwelcher Kredite ausschließlich aus Eigenkapital und Ertrag finanziert. Die Walter-Gruppe verfügte 1996 trotz aller Übernahmen über 2,6 Milliarden DM liquide Mittel.
1996 wechselte Ignaz Walter vom Vorsitzenden des Vorstands der Walter Bau zum Vorsitzenden des Aufsichtsrats der Walter Bau AG. Auch bei Heilit + Woerner AG, bei Züblin AG und bei Dywidag AG führte Walter den Aufsichtsrat. 2000 wurde die Heilit + Woerner AG in die Walter Bau AG eingeschmolzen. 
Die Walter-Gruppe war im Jahr 2000, hinter Hochtief, die zweitgrößte Bauunternehmung Deutschlands, erwirtschaftete aber den größten Inlandsumsatz. Sie verfügte über alle Haupt- und Randtechniken, welche zur Entwicklung, Planung, Konstruktion und Herstellung jeglicher Art von Bauprojekten notwendig sind. Zudem erbrachte sie ihre Leistungen im In- und im Ausland über die Konzerngesellschaft und deren weltweite Niederlassungen sowie durch viele Spezialtechnik-Tochtergesellschaften. Die Walter-Gruppe war in sehr vielen Großstädten dieser Welt mit eigenen Gesellschaften vertreten. Ca. 1.600 Großbaustellen liefen ständig parallel in ca. 70 Ländern. Die Gruppe war hierbei teilweise allein und teilweise in Arbeitsgemeinschaften tätig.
Im Mai 2000 wurde bei der Walter Bau AG und Heilit + Woerner Bau AG die vorhandene Bürgschaftslinie um mehr als 50 % herabgesetzt. Dieser Kündigung folgten andere Banken und Versicherungen in kurzer Zeit. Die Walter Bau AG war nun gezwungen, zur Beschaffung der Bankavale Bargeld und Vermögenswerte zu hinterlegen und Lieferanten und Subunternehmer im Voraus zu bezahlen. 2002 gründeten die Bayerische Landesbank und das Bayerische Wirtschaftsministerium unter Mitwirkung von Otto Wiesheu und Roland Berger ein Banken-Konsortium, um der Walter-Bau AG die nötigen Bürgschaften zu gewährleisten. 
2001 entstand aus der Fusion von Walter-Bau AG und DYWIDAG die Walter-Bau AG vereinigt mit DYWIDAG. 2004 sollte auch die letzte eigenständige Firma Züblin AG damit verschmolzen werden. Dies scheiterte jedoch am Widerstand der beteiligten Banken, die Nachteile für Züblin sahen. 
Am 1. Februar 2005 meldete das Unternehmen Insolvenz an.
Am 2. Mai 2023 wurde das Insolvenzverfahren aufgehoben.
Am 11. April 2024 wurde die Gesellschaft wegen Vermögenslosigkeit gemäß § 394 FamFG gelöscht.

## Insolvenzgründe
Als Hauptgründe für den Niedergang der Walter-Bau AG vereinigt mit DYWIDAG sind die Krise der deutschen Bauwirtschaft, Verpflichtungen bei Pensionen und Kreditzinsen und Fehler der Geschäftsführung anzusehen. 
Zu den Kernfehlern gehörten:
- Vernachlässigung des Auslandsgeschäftes (nur ca. 1/4 vom Gesamtumsatz)
- verlustreicher Schlüsselfertigbau
- Festhalten an Verlustbaustellen bzw. Projekten
- fehlerhafte Bilanzierung.

Dies führte im Mai 2000 zur Kündigung der Aval-Linie durch die Deutsche Bank, welche die Firma kalt erwischte.
Der Aval-Linien-Kündigung der Deutschen Bank folgten nach relativ kurzer Zeit nahezu alle wichtigen Banken im Inland und im Ausland. Dies hatte für Walter Bau schlimme Folgen, sie konnte am Markt nicht mehr anbieten (ihr fehlten die notwendigen Angebotsbürgschaften). In wenigen Monaten waren bei mehr als 16 Milliarden DM Umsatz die 2,3 Milliarden DM liquiden Mittel völlig verbraucht.

## Herausragende Baumaßnahmen
Viele tausende Bauwerke wurden weltweit errichtet. Nachfolgend wird eine kleine Auswahl genannt:
Deutschland
- Sanierung des Olympiastadions in Berlin
- Neubau der Multifunktionsarena Düsseldorf
- Beteiligung am Wiederaufbau der Frauenkirche (Dresden) (ARGE)M+F Media 2014,
- Sanierung des Schlosses, des Zwinger (Dresden)
- Sanierung des Leipziger Hauptbahnhofs
- Flughäfen mit Start- und Landebahnen in München, Düsseldorf, Köln, Hamburg, Hannover
- Tunnel und U-Bahnen in München, Berlin, Köln, Düsseldorf, Dortmund, Duisburg, Hamburg
- Schnellfahrstrecke Köln–Rhein/Main
- große Autobahnabschnitte und riesige Spannbetonbrücken in ganz Deutschland

International
- Flughafen Hong Kong
- Bayioke Tower in Bangkok
- Don Mueang Tollway, Bangkok
- Hochhaus-Forum, Sydney
- eines der größten Stahlwerke der Welt in Misurata – Libyen
- Metro Algier
- viele Meerwasserentsalzungs-Anlagen in Arabien und Afrika
- Universität Riad
- eine der weltgrößten Spannbeton-Brücken über das Eismeer von Kanada zu den Prince-Edward-Islands
- New-Westminster-Tunnel in British Columbia
- Tower Vancouver
- Bellagio Hotel, Las Vegas
- Garcon Point Bridge, Florida
- 15.000 Wohnungen auf Permafrost in Russland
- Spannbeton-Großbrücken auf der ganzen Welt